# Natallja Helach

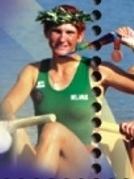
Natallja Helach (2004)

Natallja Mikalajeuna Helach (belarussisch Наталля Мікалаеўна Гелах, russisch Наталья Николаевна Гелах/Natalja Nikolajewna Gelach; * 30. Mai 1978 in Brest, Belarussische SSR) ist eine belarussische Ruderin, die bei drei Olympiateilnahmen zwei Medaillen gewinnen konnte.

## Sportliche Karriere
Natallja Helach gewann 2000 mit dem Achter ihre erste Weltcup-Regatta. Bei den Weltmeisterschaften 2000 gewann Helach in der nichtolympischen Bootsklasse Vierer ohne Steuerfrau ihren ersten Weltmeistertitel. Sieben Wochen später belegte sie bei den Olympischen Spielen in Sydney mit dem belarussischen Achter den vierten Platz. Bei den Weltmeisterschaften 2001 in Luzern trat Natallja Helach in zwei Disziplinen an: mit dem Vierer ohne Steuerfrau erreichte sie den sechsten Platz, mit dem Achter belegte sie den fünften Platz. 
2002 rückte Natallja Helach zu Julija Bitschyk in den Zweier ohne Steuerfrau, die beiden gewannen bei den Weltmeisterschaften in Sevilla die Bronzemedaille hinter den Rumäninnen und dem kanadischen Duo. In den Weltcup-Regatten 2003 gewannen im Zweier einmal die Rumäninnen, einmal die Britinnen und einmal die Kanadierinnen, Bitschyk und Helach waren einmal Vierte und zweimal Zweite. Bei den Weltmeisterschaften in Mailand siegten die Britinnen vor den beiden Belarussinnen und den Rumäninnen. In der Olympiasaison 2004 trat Helach im Weltcup im Zweier ohne Steuerfrau und im Achter an, bei den Olympischen Spielen in Athen starteten Bitschyk und Helach im Zweier und gewannen die Bronzemedaille hinter den beiden rumänischen Weltmeisterinnen von 2002 und den britischen Weltmeisterinnen von 2003.
Bei den Weltmeisterschaften 2005 in Gifu startete Natallja Helach im Zweier ohne Steuerfrau und im Achter, konnte aber zu den Endläufen nicht antreten. Im Folgejahr belegte Helach den vierten Platz im Vierer ohne Steuerfrau und den elften Platz im Achter bei den Weltmeisterschaften in Eton. 2007 bildete Natallja Helach wieder zusammen mit Julija Bitschyk den belarussischen Zweier ohne Steuerfrau. Bei den Weltmeisterschaften in München siegten die beiden vor dem deutschen Duo und den rumänischen Olympiasiegerinnen. Im Weltcup 2008 fuhren die beiden Belarussinnen einmal auf den fünften und einmal auf den siebten Platz. Bei den Weltmeisterschaften auf den nichtolympischen Strecken gewannen die beiden zusammen mit Hanna Nachajewa und Wolha Schtscharbatschenja im Vierer ohne Steuerfrau. Bei den Olympischen Spielen in Peking siegten die Rumäninnen Georgeta Andrunache und Viorica Susanu vor einem chinesischen Zweier, Bitschyk und Helach erhielten wie 2004 die Bronzemedaille. Zum Saisonabschluss 2008 gewannen Helach und Bitschyk mit dem belarussischen Achter noch Europameisterschaftsbronze.
Nach einer Pause 2009 kehrte Natallja Helach 2010 zurück. Bei den Europameisterschaften siegte sie mit dem Vierer ohne Steuerfrau und belegte den sechsten Platz mit dem Achter, bei den Weltmeisterschaften in Bled startete sie mit Julija Bitschyk im Zweier ohne Steuerfrau, die beiden belegten aber nur den elften Platz. Zum Abschluss der Saison 2011 gewannen Bitschyk und Helach zwei Silbermedaillen bei den Europameisterschaften. 2012 versuchten Bitschyk und Helach in Luzern sich noch für die Olympischen Spiele in London zu qualifizieren, was weder im Zweier ohne Steuerfrau noch im Achter gelang. Bei ihrer letzten internationalen Regatta bei den Europameisterschaften 2012 belegte Helach mit dem Achter den vierten Platz.

## Internationale Medaillen
(Olympische Spiele=OS; Weltmeisterschaften=WM; Europameisterschaften=EM)
- WM 2000: Gold im Vierer ohne Steuerfrau (Iryna Basyleuskaja, Natallja Helach, Wolha Schtscharbatschenja, Marina Snak)
- WM 2002: Bronze im Zweier ohne Steuerfrau (Julija Bitschyk, Natallja Helach)
- WM 2003: Silber im Zweier ohne Steuerfrau (Julija Bitschyk, Natallja Helach)
- OS 2004: Bronze im Zweier ohne Steuerfrau (Julija Bitschyk, Natallja Helach)
- WM 2007: Gold im Zweier ohne Steuerfrau (Julija Bitschyk, Natallja Helach)
- WM 2008: Gold im Vierer ohne Steuerfrau (Hanna Nachajewa, Wolha Schtscharbatschenja, Natallja Helach, Julija Bitschyk)
- OS 2008: Bronze im Zweier ohne Steuerfrau (Julija Bitschyk, Natallja Helach)
- EM 2008: Bronze im Achter (Wolha Maros, Alissa Klimowitsch, Hanna Nachajewa, Kazjaryna Jarmolitsch, Natallja Helach, Wolha Schtscharbatschenja, Tatjana Kuchta, Julija Bitschyk und Steuerfrau Anastassija Kazjaschowa)
- EM 2010: Gold im Vierer ohne Steuerfrau (Hanna Haura, Natalja Hellach, Natallja Haurjlenka, Sinaida Kljutschinskaja)
- EM 2011: Silber im Zweier ohne Steuerfrau (Julija Bitschyk, Natallja Helach)
- EM 2011: Silber im Achter (Jekaterina Schljupskaja, Marharyta Krechka, Wolha Berasnjowa, Natallja Helach, Hanna Nachajewa, Tatjana Kuchta, Julija Bitschyk, Anastassija Fadsejenka und Steuerfrau Jaraslawa Paulowitsch)